# La Serna del Monte
La Serna del Monte er en by og kommune i det centrale Spanien i Madrid-regionen. Den har et indbyggertal på 105 (2024) indbyggere.